# Irene Gu
Irene Yu-Hua Gu är professor i elektroteknik vid Chalmers tekniska högskola, Göteborg, Sverige.
Gu disputerade för hennes  doktorsexamen (Technisch doctor) i elektroteknik år 1992 vid Technische Universiteit Eindhoven, Eindhoven, Nederländerna med en avhandling om filtrering och förbättring av ljudsignaler. 
Gu är sedan 2004 biträdande professor och 2008 professor i Elektroteknik. Innan hon började på Chalmers 1996 var hon "Lecturer" i School of Electronic, Electrical and Computer Engineering, The University of Birmingham, Birmingham, Storbritannien. Hennes huvudsakliga forskningsområden innefattar stokastisk modellering, video / bildanalys, maskininlärning och stor dataanalys. Hennes huvudsakliga forskningsarbete omfattar spårning av videobjekt, objektigenkänning, djupt lärande för medicinsk stor data/bildanalys och eHealthcare, djup inlärning / maskininlärning och signalbehandling för störningsdataanalys i elsystemet.
Gu har en betydande vetenskaplig publicering och har enligt Google Scholar (IYH Gu) ett h-index på 36 , och har 200+ vetenskapliga publikationer sedan 1988.